# Jan Hulsker
Jan Hulsker (Haia, 2 de outubro de 1907 – Vancôver, 9 de novembro de 2002) foi um historiador de arte neerlandês especializado na vida e obra de Vincent van Gogh. Hulsker estudou literatura neerlandesa na Universidade de Leiden, desenvolvendo tese sobre o escritor Aart van der Leeuw. Em 1953, foi nomeado para o Ministério da Cultura, Lazer e Bem-Estar Social do seu país, onde comandou o departamento de arte. Em 1959, tornou-se o diretor-geral de assuntos culturais. Envolveu-se na criação da Fundação Vincent van Gogh e do Museu Van Gogh.
A partir da década de 1950, Hulsker passou a contribuir para a pesquisa sobre Van Gogh, concentrando-se na datação das cartas do pintor. Em 1973, seu mais importante estudo foi publicado, Van Gogh door Van Gogh.
Hulsker é o autor de um reconhecido catalogue raisonné de Van Gogh, publicado em 1978, revisado em 1989 e novamente em 1996. Esse catálogo usa a indicação catalográfica "JH". O item JH1731 se refere, por exemplo, à tela de 1889 A Noite Estrelada (previamente catalogada por Jacob Baart de la Faille como F612).
Na década de 1980, Hulsker deixou os Países Baixos e foi morar em Vancôver, Colúmbia Britânica, Canadá, onde morreu em 2002.

## Publicações
- Hulsker, Jan. Vincent and Theo van Gogh; A dual biography. Ann Arbor: Fuller Publications, 1990. ISBN 0-940537-05-2
- Hulsker, Jan. The Complete Van Gogh. Oxford: Phaidon, 1980. ISBN 0-7148-2028-8.